# Mike Beuttler
Michael Bream Brindley Simon Beuttler, detto Mike (Il Cairo, 13 aprile 1940 – Los Angeles, 29 dicembre 1988), è stato un pilota di Formula 1 britannico.
Inizia a correre in Formula 3 alla fine degli anni '60, per poi passare in Formula 2.
Esordisce in Formula 1 nel 1971 alla guida di una March privata gestita da una scuderia finanziata da un gruppo di amici. Con lo stesso mezzo correrà anche nel 1972 e nel 1973. Nel Gran Premio del Canada del 1971 gareggia con una March ufficiale. Non ha mai ottenuto punti.
Dopo aver fatto coming out, morì di AIDS nel 1988 all'età di 48 anni.

## Risultati in F1
| 1971 | Scuderia                                 | Vettura   |  |  |  |  |  |     |    |    |     |    |  |  |  |  |  | Punti | Pos. |
| ---- | ---------------------------------------- | --------- |  |  |  |  |  | --- | -- | -- | --- | -- |  |  |  |  |  | ----- | ---- |
| 1971 | Clarke-Mordaunt-Guthrie Racing STP March | March 711 |  |  |  |  |  | Rit | SQ | NC | Rit | NC |  |  |  |  |  | 0     |      |

| 1972 | Scuderia                       | Vettura    |  |  |    |    |     |     |    |   |     |    |    |    |  |  |  | Punti | Pos. |
| ---- | ------------------------------ | ---------- |  |  | -- | -- | --- | --- | -- | - | --- | -- | -- | -- |  |  |  | ----- | ---- |
| 1972 | Clarke-Mordaunt-Guthrie Racing | March 721G |  |  | NQ | 13 | Rit | Rit | 13 | 8 | Rit | 10 | NC | 13 |  |  |  | 0     |      |

| 1973 | Scuderia                          | Vettura          |    |     |    |   |    |     |   |  |    |     |    |     |     |     |    | Punti | Pos. |
| ---- | --------------------------------- | ---------------- | -- | --- | -- | - | -- | --- | - |  | -- | --- | -- | --- | --- | --- | -- | ----- | ---- |
| 1973 | Clarke-Mordaunt-Guthrie-Durlacher | March 721G e 731 | 10 | Rit | NC | 7 | 11 | Rit | 8 |  | 11 | Rit | 16 | Rit | Rit | Rit | 10 | 0     |      |

| Legenda | 1º posto     | 2º posto | 3º posto    | A punti         | Senza punti/Non class.  | Grassetto – Pole position Corsivo – Giro più veloce |
| Legenda | Squalificato | Ritirato | Non partito | Non qualificato | Solo prove/Terzo pilota | Grassetto – Pole position Corsivo – Giro più veloce |